# Tremplins de Puijo
Les tremplins  de Puijo (en finnois : Puijon hyppyrimäet) sont des tremplins de saut à  ski situés sur la colline de Puijo à Kuopio en Finlande.

## Description
Le stade de Puijo comporte un « gros tremplin » HS 127, un « tremplin normal » HS 100, et deux plus petit K65 et K28.
La première compétition de saut à ski documentée à Puijo remonte à 1886. La construction du premier « vrai » tremplin date autour de 1900, avec des sauts possibles de 14 mètres.
La première compétition de la Coupe du monde de saut à ski à Puijo a eu lieu en 1995. Le grand tremplin K120 a été construit tel qu'il est aujourd'hui en 1998 et n'a pas été modifié depuis. Depuis quelques années, ce tremplin HS 127 est la seconde étape de la tournée nordique.